# Dead or Alive 5 Plus
Dead or Alive 5 Plus (デッドオアアライブ 5+?, Deddo oa Araibu 5+, anche DOA5+) è un videogioco del 2013 della serie Dead or Alive, porting di Dead or Alive 5 per PlayStation Vita.

## Modalità di gioco
Dead or Alive 5 Plus introduce diverse novità riguardo alla modalità di allenamento, dando la possibilità di padroneggiare combo, attacchi speciali o altre mosse del personaggio. È possibile anche sfruttare il cross-platform per sfidare online giocatori di Dead or Alive 5 su PlayStation 3, oltre che condividere i DLC precedentemente scaricati oppure i salvataggi del gioco.
Questa versione aggiunge anche una nuova modalità di attacco attraverso il touchscreen del dispositivo, chiamata "modalità Touch Play", in cui le battaglie sono viste in prima persona e per attaccare l'avversario basta toccare lo schermo. È possibile giocare questa modalità tenendo la console sia in verticale che in orizzontale, oltre che salvare degli screenshot ed i replay delle battaglie.

## Distribuzione
Dead or Alive 5 Plus è stato annunciato il 1º dicembre 2012, e la versione demo è stato resa disponibile il 19 marzo 2013.
La Collector's Edition giapponese comprendeva dei codici per scaricare 12 costumi sexy in DLC, una cover per PlayStation Vita, l'album di soundtrack Dead or Alive 5 Soundtrack Volume 2, e il codice per scaricare un filmato bonus. La versione Dead or Alive 5 Cross Play Pack includeva copie di DOA5 per PlayStation 3 e DOA5+ per PlayStation Vita, oltre che costumi sexy e abiti da cheerleader per Kasumi, Ayane e Tina, codici per altri due set di costumi e per un filmato speciale.

## Contenuti scaricabili
Oltre ai 10 pacchetti di contenuti scaricabili già presenti per Dead or Alive 5 e compatibili per questa versione, era presente un DLC Set costumi e filmati.

## Recensioni
Dead or Alive 5 Plus è stato ben accolto dalla critica internazionale. Gli elementi maggiormente lodati sono stati: l'eccezionale grafica in alta definizione (alla risoluzione nativa di 960x544p) perfettamente fedele alle controparti PS3/Xbox 360, il granitico framerate fissato a 60 fps, il sistema di comandi che risulta godibile e piacevole anche nelle situazioni più concitate e le novità introdotte rispetto al gioco originale. Gli unici elementi che non sono stati accolti positivamente, sono: il Touch Play, ritenuto inutile e inserito forzatamente per sfruttare il touchscreen della portatile di casa Sony, e la storia che non introduce alcuna novità rilevante.
La media generale dei punteggi è attestata su 83/100, superiore a quello di Dead or Alive 5 originale.